# Jean-Pierre Gallet
Pour les articles homonymes, voir Gallet.
Jean-Pierre Gallet, né le 7 avril 1943 et mort le 11 février 2020, est un journaliste belge ayant travaillé pour la RTBF.

## Biographie
Sa carrière médiatique débute en 1976 sur Radio Une, devenue La Première. Il rejoint ensuite la télévision, où il présente le bulletin d'information de la première chaîne, entre 1981 et 1988, en alternance avec Georges Moucheron et Jean-Jacques Jespers puis Françoise Van De Moortel. Par après, il est nommé rédacteur en chef du journal parlé puis, en 1995, directeur de l'information. Jean-Pierre Gallet a quitté l'institution en 2004.